# 海南线果兜铃
海南线果兜铃（学名：Thottea hainanensis）为马兜铃科线果兜铃属的植物，是中国的特有植物。分布在中国大陆的广东等地，生长于海拔150米至500米的地区，一般生长在密林中，目前尚未由人工引种栽培。
其种加词“hainanensis”意为“海南的”。

## 别名
阿柏麻（海南植物志）